# Академія будівництва України
Акаде́мія будівни́цтва Украї́ни (АБУ) — всеукраїнська громадська організація, яку створили на добровільних засадах провідні вчені й видатні інженери будівельної галузі, промисловості будівельних матеріалів і будівельного машинобудування.

## Історичне минуле
Постановою ЦК Комуністичної партії України і Ради Міністрів України від 22 вересня 1955 року «Про заходи подальшої індустріалізації, поліпшення якості і зниження вартості будівництва» при Держбуді УРСР було створено Академію будівництва і архітектури Української РСР. У 1962 р. за рішенням директивних органів Академію будівництва і архітектури Української РСР було ліквідовано. Науково-дослідні установи і виробничі підприємства Академії було передано до складу різних міністерств і відомств республіки, а ту частину, що працювала на головних напрямках наук, було підпорядковано Держбуду УРСР.

## Сучасність
Заново утворена 24 червня 1993 у Києві. Колективними членами АБУ є понад 370 корпорацій, НДІ, навчальних закладів.
Основними напрямками діяльності Академії є науково-прикладні дослідження, які включають розробку комплексних науково-дослідних програм щодо основних проблем будівельного виробництва; розробку пропозицій відносно стратегій вдосконалення будівельного комплексу; підготовку кадрів для галузі; видавничу діяльність, розробку і оновлення нормативної бази та інформування будівельників про відчизняний та закордонний досівд у галузі будівельного виробництва і будівельної науки.
Президія Академії започаткувала премію Академії будівництва України ім. академіка Буднікова М. С., вчене звання доктора будівництва, Почесну грамоту.
Серед членів АБУ 44 академіки є лауреатами Державної премії України в галузі науки і техніки за 1993 — 2008 рр.

## Склад і структура
Основу Академії становлять 20 територіальних відділень та 33 галузевих відділення. У складі Академії працює 272 доктори та 480 кадидатів технічних і економічних наук, 270 заслужених працівників галузі, і 371 — лауреат державних та інших почесних премій.
Перший президент — Генадій Карпович Злобін.
- Львівське територіальне відділення — Гнідець Богдан Григорович
- Тернопільське територіальне відділення — Білик Мирослав Степанович

## Видання
АБУ має свої часописи:
- «Вісник»
- «Техніка будівництва»